# 미군의 예비군
미군의 예비군(美軍-豫備軍, reserve components of the United States Armed Forces)은 평시에 1년에 최소 39일만 복무하고 비상시에 동원되는 비상근 군인들로 이루어진 여러 조직들로 이루어져 있다. 집합적으로  국민위병 및 예비군(the National Guard and Reserve)이라고도 한다.
합중국 법전 제10조 제10102항에 따르면 예비군의 각 제병과의 역할은 전쟁을 비롯한 국가 비상사태에 투입될 수 있는 훈련된 부대와 양질의 인원을 공급하기 위한 것이다. 
미군 예비군은 다음 일곱 병과로 이루어져 있다.
- 국민위병
  - 육군국민위병
  - 공군국민위병
- 육군예비군
- 해군예비군
- 해병예비군
- 공군예비군
- 해안경비예비대

## 같이 보기
- 예비역